# Ландольт, Арло
Арло Уделл Ландольт (англ. Arlo Udell Landolt; 29 сентября 1935, Хайленд, Иллинойс, США — 21 января 2022, Батон-Руж, Луизиана, США) — американский астроном, профессор Университета штата Луизиана. Первооткрыватель пульсирующего белого карлика; в его честь названа гора в Антарктиде и астероид.

## Биография
Ландольт получил степень бакалавра в Университете Майами в Оксфорде, штат Огайо, в 1955 году по двойной специальности в области математики и физики. Он получил докторскую степень в 1962 году от Индианского университета в Блумингтоне.
Ещё до получения докторской степени он стал членом первой группы, зимовавшей в рамках Международного геофизического года на станции Амундсен-Скотт в Антарктике, и изучал Полярное сияние. Затем Джон Ирвин, руководитель его докторской диссертации в Университете Индианы, заинтересовал его двойными звездами, поэтому Ландольт смог получить  время для наблюдения затменной двойной звезды V382 Лебедя в Национальной обсерватории Китт-Пик летом 1959 года.
В 1962 году Ландольт получил должность профессора на факультете физики и астрономии Университета штата Луизиана. Он сыграл важную роль в развитии группы астрономии на факультете.

## Научные интересы
Ландольт опубликовал более 100 рецензируемых статей. Ландольт был первооткрывателем пульсирующего белого карлика, когда в 1965 и 1966 годах он заметил, что светимость HL Tau 76 меняется с периодом примерно 12,5 минут.
Основные исследования Ландольта касались измерения яркости и цвета звёзд, т. е. звёздной фотометрии. Он в опубликовал ряд широко используемых списков и описаний стандартных звёзд. Также он вёл исследовательские проекты в области звёздных скоплений, переменных звёзд, новых, сверхновых и затменно-двойных систем.

## Награды и премии
- 2020 — почётный член Американского астрономического общества[11]
- 2015 — премия Лесли К. Пельтье[12]
- 1995 — премия Джорджа ван Бисбрука от Американского астрономического общества[13]

Его именем назван астероид 15072 Ландольт и гора Ландольт в Антарктике.